# Brian Lindsay Turner
Brian Lindsay Turner (Dunedin, 4 de marzo de 1944-Oturehua, 5 de febrero de 2025)fue un poeta, autor, activista ambiental y jugador de hockey sobre césped neozelandés. Fue el Poeta Laureado de Nueva Zelanda entre 2003 y 2005.

## Biografía
Turner nació en Dunedin, 1944. Jugó para la selección masculina de hockey sobre hierba de Nueva Zelanda en la década de los sesenta y fue un senior en críquet y veterano en ciclismo. Su experiencia como alpinista incluye la ascensión a varios picos importantes, como el Aoraki.
Escribió columnas y reseñas para periódicos diarios y semanales, artículos, charlas radiofónicas y guiones para programas de televisión. Entre sus publicaciones se incluyen libros de críquet con su hermano Glenn Turner, excapitán de críquet de Nueva Zelanda, ensayos, libros sobre pesca, el altiplano y ocho colecciones de poesía. Su otro hermano fue el golfista Greg Turner.
A finales de 1999, Turner se trasladó a Oturehua, un pueblo de unos cuarenta habitantes en la región de Maniototo, en Otago Central. Murió de un ataque al corazón el 5 de febrero de 2025, a los 80 años de edad.

### Poesías
- Ladders of Rain (John McIndoe, 1978)
- Ancestors (John McIndoe, 1981)
- Listening to the River (John McIndoe, 1983)
- Bones (John McIndoe, 1985)
- All That Blue Can Be (John McIndoe, 1989)
- Beyond (John McIndoe, 1992)
- Taking Off (Victoria University Press, 2001)
- Timeless Land (Longacre Press, 2001) – includes paintings by Grahame Sydney and writing by Owen Marshall
- Footfall (Random House, 2005)
- Just This (Victoria University Press, 2009)
- Inside Outside (Victoria University Press, 2011)
- Elemental: Central Otago Poems (Godwit/Random House, 2012)
- Boundaries: People and Places of Central Otago (Penguin Random House, 2015) – also includes essays and interviews
- Night Fishing (Victoria University Press, 2016)

### Poemas
- Flints (2003)

### Memorias
- Somebodies and Nobodies (Random House, 2002)

## Premios y reconocimientos
- 1979: Commonwealth Poetry Prize
- 1985: J. C. Reid Memorial Prize
- 1993: Montana New Zealand Book Award for Poetry
- 1997: nombrado Escritor Residente en Canterbury
- 2003: nombrado Te Mata Estate Poeta Laureado de Nueva Zelanda por dos años
- 2009: Premio del Primer Ministro por Logros Literarios en Poesía
- 2010: Poetry Award por Just This en el New Zealand Post Book Awards[6]
- 2020: Orden del Mérito de Nueva Zelanda por sus servicios literarios y poéticos en los Honores del Cumpleaños 94 de la Reina[7]

Fuentes: